# Église Notre-Dame de l'Assomption de Niverlée
L'église Notre-Dame-de-l'Assomption est un édifice religieux catholique classé situé à Niverlée dans la commune de Doische en province de Namur (Belgique).

## Situation
L'église se situe sur la place centrale du village de Niverlée (rue de Mazée). L'église est entourée par un vieux cimetière ceint d'un mur en pierre calcaire et ombragée par deux tilleuls.

## Architecture
Cette église de taille modeste est entièrement construite en pierre calcaire de la région de la Calestienne où se trouve le village. L'édifice se compose de trois volumes allant décroissants : une nef de deux travées percées de baies cintrées, un chevet plat d'une travée et une sacristie semi-circulaire placée dans l'axe du bâtiment. L'édifice est surmonté d'un clocheton carré avec croix et girouette. L'église est datée en façade de 1757 mais il s'agit sans doute de l'année d'une restauration.
L'église contient plusieurs pierres tombales dont la dalle funéraire de Georges de Niverlée (292 × 125 cm), mort en 1262 et dont les armes sont de trois fleurs de lys, à ses pieds, figurent deux dragons, symboles du courage ; de Léonard de Niverlée, mort en 1624 ; de Marie de Niverlée, morte en 1637 ; de Pierre Renard (et de deux de ses petits-fils) mort en 1723 (avec armoiries) ; de Jacques Deville, né à Mariembourg en 1653, curé du lieu de 1684 à 1729, et de sa mère.